# Conchomyces verrucisporus
Conchomyces verrucisporus är en svampart som beskrevs av Overeem 1927. Conchomyces verrucisporus ingår i släktet Conchomyces och familjen Tricholomataceae.   Inga underarter finns listade i Catalogue of Life.